# حمد بن محمد بن حمد آل معمر
الأمير حمد ابن الأمير محمد ابن الأمير حمد آل معمر (ويعرف في الكتب باسم ابن معمر) هو الأمير الثالث عشر لإمارة العيينة، وقد تولى الحكم بعد مقتل أخيه الأمير عبد الله في سنة 1084 للهجرة، وفي سنة 1095 للهجرة حارب أهل حريملاء وتوفي في سنة 1096 للهجرة.